# Treća liga SR Jugoslavije 1993-1994
La Treća liga SR Jugoslavije 1993-1994 è stata la 2ª edizione della terza divisione di calcio per squadre della Repubblica Federale di Jugoslavia. È stata l'ultima con la formula dei 2 punti a vittoria.
Le prime classificate sono state promosse direttamente. Le seconde hanno disputato gli spareggi contro le squadre piazzatesi al 15º e 16º posto in Druga liga.

## Serbia

### Nord
```
Hajduk (Beograd)             50

Zvezdara (Beograd)           47
Voždovac (Beograd)           44
Srem (Sremska Mitrovica)     39
ČSK (Čelarevo)               39
Trudbenik (Beograd)          36
Kolubara (Lazarevac)         31
Bačka (Subotica)             31
BSK (Batajnica)              31
Sinđelić (Beograd)           31
Bačka (Bačka Palanka)        31
Radnički (Sombor)            31
AIK Bačka Topola             31
Vrbas                        30

Kabel (Novi Sad)             30

Radnički (Obrenovac)         30

Radnički (Zrenjanin)         29

Zmaj (Zemun)                 21
```

```
Hajduk Belgrado
 promosso in 
Druga liga SR Jugoslavije 1994-1995

Zvezdara Belgrado va agli spareggi

Kabel
, 
Radnički Obrenovac
, 
Radnički Zrenjanin
 e 
Zmaj Zemun
 retrocedono nelle 
Zonske lige
```

### Ovest
```
Budućnost Valjevo
            53 promosso in 
Druga liga SR Jugoslavije 1994-1995

Javor Ivanjica               47 agli spareggi
Radnički Kovin               44
Sartid Smederevo             37
Sloga Kraljevo               36
Rudar Kostolac               34
Šumadija Aranđelovac         34
Sušica Kragujevac            33
Mladi radnik Požarevac       32
FAP Priboj                   32
Takovo Gornji Milanovac      32
Zlatibor Čajetina            31
Železničar Lajkovac          30
Goč Vrnjačka Banja           29
Radnički Zorka Šabac         29
Gučevo Banja Koviljača       29
Sloga Petrovac               28
AIK Mačva Bogatić            22
```

### Est
- Železničar Niš promosso in Druga liga SR Jugoslavije 1994-1995
- Župa Aleksandrovac agli spareggi

## Montenegro
- Iskra	Danilovgrad promosso in Druga liga SR Jugoslavije 1994-1995
- Mornar Bar agli spareggi